# Мраковица
Мраковица — район возле горы Козары, расположенный в Республике Сербской Боснии и Герцеговине. Высота вершины составляет 804 м. На северо-западном склоне Мраковицы построен горнолыжный спуск с подъёмником.
В 1972 году на вершине возведён мемориальный комплекс. Площадь состоит из музея, памятников и мемориальной стены, на которой выгравированы имена погибших. В официальные праздничные дни Югославии на ней собиралось большое число людей. 